# Rangsdorf
Rangsdorf település Németországban, azon belül Brandenburgban. Lakosainak száma 11 846 fő (2023. december 31.). Rangsdorf Blankenfelde-Mahlow, Mittenwalde és Zossen községekkel határos.

## Népesség
A település népességének változása:
| Lakosok száma | 10 498 | 11 279 | 11 309 | 11 540 | 11 695 | 11 846 |
|               | 2012   | 2017   | 2019   | 2021   | 2022   | 2023   |